# 1876 w muzyce
Wydarzenia muzyczne w 1876 roku.

## Wydarzenia
- 23 stycznia – w Brnie odbyła się premiera „True Love” oraz „If You Don’t Want Me, What is Left?” Leoša Janáčka[1][2]
- 26 stycznia – w bostońskiej Music Hall miała miejsce premiera I symfonii op.23 Johna Knowlesa Paine’a[1][2][3]
- 28 stycznia – w Moskwie odbyła się premiera „Sérénade mélancolique” op.26 Piotra Czajkowskiego[1][2]
- 12 lutego – w Paryżu odbyła się premiera pieśni „Dans les ruines d’une abbaye” op.2/1 Gabriela Fauré[1][2]
- 13 lutego – w sanktpetersburskim Teatrze Maryjskim miała miejsce premiera opery Angelo Cezara Cui[1][2][4]
- 20 lutego – w Wiedniu odbyła się premiera zmienionej wersji II symfonii Antona Brucknera[1][2][5]
- 5 marca – w Paryżu odbyła się premiera oratorium „Le déluge” op.45 Camille'a Saint-Saënsa[1][2]
- 10 marca – w Moskwie odbyła się premiera „Thème original et variations” op.19/6 Piotra Czajkowskiego[1][2]
- 18 marca – w Pradze odbyła się premiera pierwszej wersji „String Quintet No.2” op.18 Antonína Dvořáka[1][2][6]
- 30 marca – w Moskwie odbyła się publiczna premiera „String Quartet No.3” op.30 Piotra Czajkowskiego[1][2][7]
- 8 kwietnia – w mediolańskiej La Scali miała miejsce premiera opery Gioconda op.9 Amilcare Ponchiellego[1][2][8]
- 17 kwietnia – w praskim Provisional Theatre miała miejsce premiera opery Vanda Antonína Dvořáka[1][2][9]
- 18 kwietnia – w londyńskim Lyceum Theatre miała miejsce premiera „Queen Mary” op.6 Charlesa Villiersa Stanforda[1][2]
- 10 maja – w Filadelfii odbyła się premiera „Centennial Hymn” op.27 Johna Knowlesa Paine’a[1][2][10]
- 11 maja – w bostońskiej Mechanics Hall miała miejsce premiera „Sonaty na fortepian i skrzypce” op.24 Johna Knowlesa Paine’a[1][2]
- 14 czerwca – w paryskiej Opéra Garnier miała miejsce premiera baletu Sylvia Léo Delibesa[1][2][11]
- 2 lipca – w Sondershausen odbyła się premiera poematu symfonicznego „Hamlet” S.104 Ferenca Liszta[1][2][12]
- 13 – 17 sierpnia – w Festspielhaus w Bayreuth miała miejsce premiera opery Pierścień Nibelunga WWV 86 Richarda Wagnera[1][2]
- 16 września - premiera operetki Podróż po Warszawie Adolfa Sonnenfelda[13]
- 13 października – w Paryżu odbyła się premiera operetki Pierrette et Jacquot Jacques’a Offenbacha[1][2][14]
- 30 października – w berlińskiej Singakademie miała miejsce premiera „Kwartetu smyczkowego nr 3” op.67 Johannesa Brahmsa[1][2][15]
- 3 listopada – w Paryżu odbyła się premiera opery La boîte au lait Jacques’a Offenbacha[1][2][16]
- 4 listopada – w Karlsruhe odbyła się premiera I symfonii op.68 Johannesa Brahmsa[1][2][17]
- 7 listopada – w praskim Provisional Theatre miała miejsce premiera opery Pocałunek Bedřicha Smetany[1][2][18]
- 18 listopada – w Karlsruhe odbyła się premiera „Slavonic March” op.31 Piotra Czajkowskiego[1][2][19]
- 21 listopada – w Sanders Theater na Uniwersytecie Harvarda miała miejsce premiera „Overture to Shakespeare's 'As You Like It'” op.28 Johna Knowlesa Paine’a[1][2][20]
- 6 grudnia – w sanktpetersburskim Teatrze Maryjskim miała miejsce premiera opery Kowal Wakuła Piotra Czajkowskiego[1][2]
- 10 grudnia
  - w Pradze odbyła się premiera poematu symfonicznego „From Bohemian Fields and Groves” Bedřicha Smetany[1][2]
  - w praskim Palác Žofín miała miejsce premiera „Serenade for Strings” op.22 Antonína Dvořáka[1][2][21]
- 27 grudnia – w Nowym Jorku odbyła się premiera „Le triomphe funèbre du Tasse” S.112/3 Ferenca Liszta[1][2]
- 29 grudnia – w Moskwie odbyła się premiera pieśni „Evening” op.27/4 Piotra Czajkowskiego[1][2]

## Urodzili się
- 3 stycznia – Janina Korolewicz-Waydowa, polska śpiewaczka operowa (sopran) (zm. 1955)
- 12 stycznia
  - Annie Krull, niemiecka śpiewaczka operowa (sopran) (zm. 1947)
  - Ermanno Wolf-Ferrari, włoski kompozytor operowy (zm. 1948)
- 20 stycznia – Józef Hofmann, polski wynalazca, pianista, kompozytor i pedagog (zm. 1957)
- 29 stycznia – Ludolf Nielsen, duński kompozytor, skrzypek, dyrygent i pianista (zm. 1939)
- 14 lutego – Heikki Klemetti, fiński kompozytor i dyrygent (zm. 1953)
- 20 lutego – Fiodor Akimienko, rosyjski i ukraiński kompozytor i pianista (zm. 1945)
- 22 lutego – Giovanni Zenatello, włoski śpiewak operowy (tenor) (zm. 1949)
- 28 lutego
  - John Alden Carpenter, amerykański kompozytor muzyki poważnej (zm. 1951)
  - Kazimierz Krzyształowicz, polski pianista i pedagog (zm. 1955)
- 8 marca – Franco Alfano, włoski kompozytor i pianista (zm. 1954)
- 24 kwietnia – Aino Ackté, fińska śpiewaczka operowa (sopran) (zm. 1944)
- 11 maja – Lucie Weidt, austriacka śpiewaczka operowa (sopran) (zm. 1940)
- 13 maja – Raoul Laparra, francuski kompozytor (zm. 1943)
- 2 czerwca – Hakon Børresen, duński kompozytor (zm. 1954)
- 30 czerwca – Zygmunt Singer, żydowski skrzypek, oboista i dyrygent (zm. 1958)
- 16 lipca – Edward Joseph Dent, angielski muzykolog (zm. 1957)
- 19 lipca – Rosina Storchio, włoska śpiewaczka operowa (sopran) (zm. 1945)
- 26 lipca – Ernest Schelling, amerykański pianista, kompozytor i dyrygent (zm. 1939)
- 7 sierpnia – Mata Hari, holenderska tancerka (zm. 1917)
- 19 sierpnia – Wacław Piotrowski, polski skrzypek, muzykolog, doktor filozofii (zm. 1962)
- 12 września – Florent Alpaerts, belgijski kompozytor (zm. 1954)
- 15 września – Bruno Walter, amerykański dyrygent i kompozytor pochodzenia żydowskiego (zm. 1962)
- 27 września – Joachim Albrecht Hohenzollern, książę pruski (Prinz von Preußen) z dynastii Hohenzollernów, muzyk, kompozytor (zm. 1939)
- 10 października – Walter Niemann, niemiecki kompozytor i muzykolog (zm. 1953)
- 31 października – Georges Barrère, francuski flecista i pedagog muzyczny (zm. 1944)
- 2 listopada – Eugeniusz Morawski-Dąbrowa, polski kompozytor i pedagog (zm. 1948)
- 16 listopada – Giuseppe Anselmi, włoski śpiewak operowy (tenor) (zm. 1929)
- 23 listopada – Manuel de Falla, hiszpański kompozytor (zm. 1946)
- 6 grudnia – Jan Skrzydlewski, polski kompozytor, pianista, nauczyciel i krytyk muzyczny (zm. 1943)
- 11 grudnia – Mieczysław Karłowicz, polski kompozytor, przysypany lawiną w Tatrach (zm. 1909)
- 25 grudnia – Giuseppe De Luca, włoski śpiewak operowy (baryton) (zm. 1950)
- 29 grudnia – Pau Casals, hiszpański wiolonczelista i dyrygent (zm. 1973)

## Zmarli
- 5 stycznia – Jan Ruckgaber, polsko-francuski pianista, akompaniator, dyrygent, pedagog, kompozytor i organizator życia muzycznego (ur. 1799)
- 10 lutego – August Söderman, szwedzki kompozytor (ur. 1832)
- 17 lutego – Heinrich Gottwald, niemiecki kompozytor muzyki romantycznej, dyrygent (ur. 1821)
- 28 lutego – Charles Edward Horsley, angielski kompozytor i organista (ur. 1822)
- 19 marca – Józef Stefani, polski dyrygent i kompozytor (ur. 1800)
- 19 kwietnia – Samuel Sebastian Wesley, angielski organista i kompozytor (ur. 1810)
- 8 lipca – Josef Dessauer, czeski kompozytor i pianista (ur. 1798)
- 16 sierpnia – Carl Bergmann, amerykański dyrygent i wiolonczelista (ur. 1821)
- 29 sierpnia – Félicien David, francuski kompozytor (ur. 1810)
- 30 września – Teofil Klonowski, polski kompozytor i pedagog (ur. 1805)
- 8 listopada – Antonio Tamburini, włoski śpiewak operowy (baryton) (ur. 1800)
- 3 grudnia – Hermann Goetz, niemiecki kompozytor (ur. 1840)

Data dzienna nieznana
- Józef Telesiński, polski skrzypek (ur. 1829)